# Synclinorium de Dinant

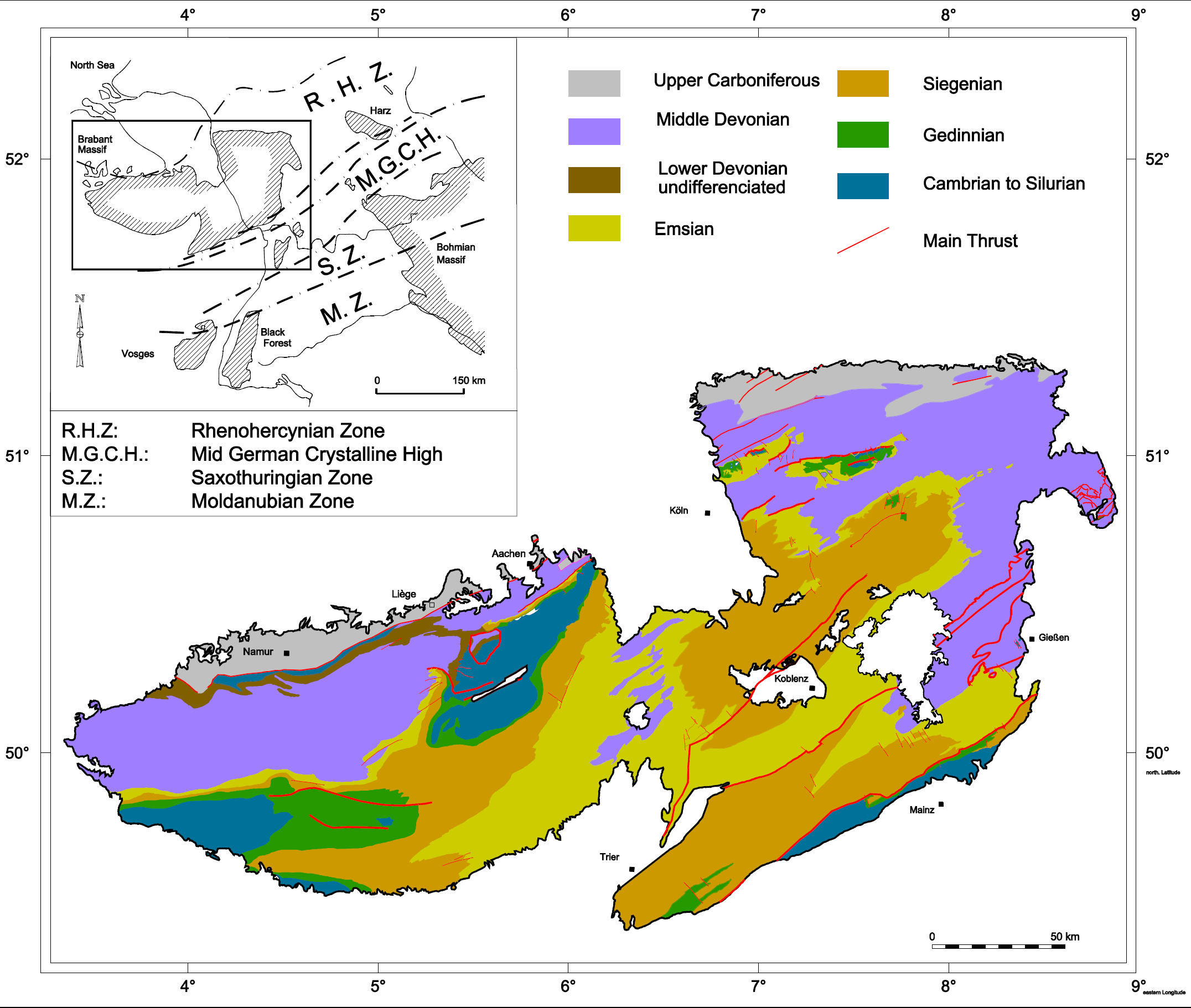
Géologie du massif rhénan

Le synclinorium de Dinant ou bassin de Dinant est une unité tectonique des Ardennes belges. Il fait partie d'un ancien bassin d'avant-pays qui s'est déplacé vers le nord au cours des dernières étapes de l'orogenèse hercynienne (Carbonifère supérieur : environ 310 Ma), étant plissé en un léger synclinal.
Le synclinorium de Dinant est le plus grand de deux bassins de rétention, l'autre étant le synclinorium de Namur, qui se trouve directement contre lui au nord. Les deux bassins se sont déplacés vers le nord à travers une faille listrique traversant le massif du brabant.
Les roches du synclinorium de Dinant sont principalement constituées de calcaires, de grès et de schistes du Dévonien et du Carbonifère, déposés dans un vaste bassin situé à cette époque derrière les chaînes de montagnes hercyniennes en développement. Ce bassin est appelé bassin rénohercynien.